# Neophasma peruanum
Neophasma peruanum är en insektsart som beskrevs av Ludwig Redtenbacher 1906. Neophasma peruanum ingår i släktet Neophasma och familjen Pseudophasmatidae. Inga underarter finns listade i Catalogue of Life.